# Can Dalmau de Baix
Can Dalmau de Baix és una obra barroca de la Nou de Gaià (Tarragonès) protegida com a Bé Cultural d'Interès Local.

## Descripció
Casa de característiques estructurals similars a Can Dalmau de Dalt. Disposa de pati quadrat bastant ben conservat i manté les formes típiques d'una casa d'estil barroc popular dels voltants de 1800.